# آنا آلیشیا
آنا آلیشیا اورتیس (انگلیسی: Ana Alicia Ortiz؛ زادهٔ ۱۲ دسامبر ۱۹۵۶) یک هنرپیشه، صداپیشه، خواننده و تهیه‌کننده اهل مکزیک است. وی بین سال‌های ۱۹۷۷ تا ۱۹۹۷ میلادی فعالیت می‌کرد.

## افتخارات
- آنا آلیشیا به عنوان یکی از زیباترین زنان جهان در لیست جهانی BWC ثبت شده‌است.

## External links
- Ana Alicia در بانک اطلاعات اینترنتی فیلم‌ها (IMDb)
- آنا آلیشیا در راتن تومیتوز
- آنا آلیشیا در آل‌مووی
- آنا آلیشیا در فیس‌بوک
- آنا آلیشیا در توییتر
- آنا آلیشیا در اینستاگرام